# 앨프리드 앨버트

알프레드 헤롤드 알버트(Alfred Harold "Alf" Albut)는 현재 맨체스터 유나이티드 FC의 전신인 뉴턴 히스 최초의 정규직 근로자로 잘 알려진 사람이다.

### 애스턴 빌라 FC
뉴턴 히스에서 일하기 전에는, 알버트는 애스턴 빌라 FC를 위해 일했으나 그 직책은 알려진 바가 없다.

### 뉴턴 히스
그는 1892년에 클럽의 일들을 처리하기 위하여 사무총장직을 만들었다. 알버트는 뉴턴 히스(노스 로드 근처에 위치한 지역) 올드햄 로드 33번가에 위치한 사무실에서 일을 처리하였다. 1900년에 제임스 웨스트가 그의 뒤를 이었다.